# Lexiphanes teapensis
Lexiphanes teapensis är en skalbaggsart som först beskrevs av Martin Jacoby 1889.  Lexiphanes teapensis ingår i släktet Lexiphanes och familjen bladbaggar. Inga underarter finns listade i Catalogue of Life.